# 相愛相殺
《相愛相殺》是Fe所創作的日本漫畫，開始連載於《月刊Comic Gene》2015年11月號。改編電視動畫於2022年1月12日至3月30日播映，共12集。

## 故事概要
新手賞金獵人夏特·丹克沃斯在工作時遇見傳奇殺手宋涼河，被對方壓制後，對方開始搭訕起來：「你的名字是？」

## 角色列表
以下聲優按廣播劇CD／電視動畫次序排列，只有一人者均為動畫聲優。
夏特·丹克沃斯（聲：小松未可子／大西沙織）
本作的主角。利茲蘭支援商會的新手賞金獵人。小時候在某個事故現場被人發現，只記得自己的名字，而其他全想不起來。
宋涼河（聲：遊佐浩二／下野紘）
本作的另一位主角。由8年前起開始活動，5年前將著名犯罪組織香港三檮會的高層以一人之力殲滅，因而被高額懸賞的傳奇殺手。對夏特有著謎一樣的執著。男主角得知真正的宋涼河死於槍擊失血過多死亡後，為了讓世上知道「宋涼河」這個人物的存在，而把自己取名為「宋涼河」的身分活了下去。得知夏特為當時那個小女孩夏特後，因真正的宋涼河的關係而全心全意的幫助夏特。
歐里庇德斯·利茲蘭（聲：津田健次郎／堀內賢雄）
利茲蘭支援商會的代表。商會成員都稱其為社長。夏特的雇主。
印度人 / 吉姆（聲：柿原徹也／天崎滉平）
利茲蘭支援商會的經理。
侯（聲：前野智昭）
與涼河曾同屬一個組織的一員。因為私怨而想對涼河復仇。
唐尼（聲：大塚芳忠）
宋涼河（聲：增田俊樹）
已故之人。名字由唐尼所賜予。性格溫柔善良。被受驚嚇的夏特持槍射擊後失血過多死亡。在因為迷茫而陷入黑暗之中的夏特，指出了明亮的出口，以微笑送別了夏特。

## 創作
《相愛相殺》的前身是作者Fe由2012年10月起的3年間在pixiv上載的《只是想讀相愛相殺的情侶的漫畫的小故事》（殺し愛カップル漫画が読みたいだけの小話，下稱《相愛相殺小故事》）漫畫系列。這個系列源自一張夏特和涼河的插圖，再從此發展故事。Fe稱讓他畫這個系列的契機是高橋慶太郎漫畫《頂尖殺手246》（デストロ246）。《相愛相殺小故事》第1話在pixiv獲得「創作男女10000users」標籤。截至單行本第1卷出版前，Fe仍是兼職漫畫家。他又稱他有意識讓漫畫有着刑警電視劇的氣氛，並指自己很喜歡初期的《相棒》。具體而言，他會盡量不以獨白或字句，而是以表情和行動來表達角色的心境，以接近電視劇的氣氛。這是他經過一番試錯之後得出的結論。

## 宣傳
2021年8月1日，首次舉辦網上簽名會。

## 出版書籍
| 卷數 | KADOKAWA       | KADOKAWA               | 台灣角川      | 台灣角川              |
| 卷數 | 發售日期       | ISBN                   | 發售日期      | ISBN                  |
| ---- | -------------- | ---------------------- | ------------- | --------------------- |
| 1    | 2016年3月26日  | ISBN 978-4-04-068238-9 | 2017年6月7日  | ISBN 978-986-473755-0 |
| 2    | 2016年10月27日 | ISBN 978-4-04-068570-0 | 2018年2月7日  | ISBN 978-957-564048-4 |
| 3    | 2017年4月27日  | ISBN 978-4-04-069159-6 | 2019年4月29日 | ISBN 978-957-564875-6 |
| 4    | 2017年10月27日 | ISBN 978-4-04-069478-8 | 2019年4月29日 | ISBN 978-957-564876-3 |
| 5    | 2018年4月27日  | ISBN 978-4-04-069831-1 | 2019年4月29日 | ISBN 978-957-564877-0 |
| 6    | 2018年10月25日 | ISBN 978-4-04-065192-7 | 2022年3月24日 | ISBN 978-626-321271-8 |
| 7    | 2019年4月27日  | ISBN 978-4-04-065652-6 | 2022年3月24日 | ISBN 978-626-321272-5 |
| 8    | 2019年10月26日 | ISBN 978-4-04-064085-3 | 2022年3月24日 | ISBN 978-626-321273-2 |
| 9    | 2020年6月27日  | ISBN 978-4-04-064561-2 |               |                       |
| 10   | 2020年12月25日 | ISBN 978-4-04-680044-2 |               |                       |
| 11   | 2021年7月27日  | ISBN 978-4-04-680554-6 |               |                       |
| 12   | 2022年3月26日  | ISBN 978-4-04-681236-0 |               |                       |
| 13   | 2023年1月26日  | ISBN 978-4-04-682071-6 |               |                       |

## 迴響
截至2021年7月，系列累積發行超過70萬本。

## 電視動畫
2020年12月11日，宣佈將獲改編為電視動畫。2021年7月9日，宣佈電視動畫將於2022年首播，並公開前導視覺圖，以及主要製作人員陣容。8月6日，公佈男女主角將分別由大西沙織和下野紘聲演，並公開前導宣傳片。11月8日，宣佈電視動畫將於2022年1月首播，並公開主視覺圖、第1條宣傳片，以及多名角色的聲優。12月10日，宣佈首播日期為1月12日，並公開第2條宣傳片、再多名角色的聲優，以及「Another視覺圖」。
飾演男女主角的大西沙織和下野紘隸屬同一經紀公司，首次在同一作品中擔任常規角色。

### 製作人員
- 原作：Fe
- 導演：大庭秀昭
- 系列構成、編劇：久尾步
- 人物設定：佐藤陽子
- 副人物設定：小林利充
- 總作畫監督：佐藤陽子、小林利充
- 動作作畫監督：才木康寬
- 3D、道具設計：杉村友和
- 美術監督：黛昌樹
- 色彩設計：山上愛子
- 攝影監督：
- 編輯：木村佳史子
- 音響監督：高桑一
- 音響效果：和田俊也
- 音響製作：Bit Grooove Promotion
- 音樂：吉川慶
- 音樂製作：TOY'S FACTORY
- 音樂製作協力：Miracle Bus
- 動畫製作：Platinum Vision
- 製作：相愛相殺製作委員會[4]

### 集數列表
| 集數    | 日文標題          | 中文標題       | 分鏡     | 演出     | 作畫監督   | 總作畫監督 | 首播日期 （2022年） |
| ------- | ----------------- | -------------- | -------- | -------- | ---------- | ---------- | ------------------- |
| File 01 | WHAT'S YOUR NAME? | 你叫什麼名字？ | 吉川博明 | 大庭秀昭 | 小川浩司   | 佐藤陽子   | 1月12日             |
| File 02 | TARGET            | 目標           | 大庭秀昭 | 大庭秀昭 | 梶浦紳一郎 | 小林利充   | 1月19日             |
| File 03 | ROOM              | 房間           |          |          | 南伸一郎   | 佐藤陽子   | 1月26日             |
| File 04 | REAL FACE         | 真面目         | 吉川博明 |          | 小川浩司   | 小林利充   | 2月2日              |
| File 05 | LIMIT             | 限制           | 大庭秀昭 |          | 梶浦紳一郎 | 佐藤陽子   | 2月9日              |
| File 06 | DARK DREAM        | 黑暗的夢       | 吉川博明 |          | 南伸一郎   | 小林利充   | 2月16日             |
| File 07 | BULLET            | 子彈           |          |          | 小川浩司   | 佐藤陽子   | 2月23日             |
| File 08 | CONFUSION         | 混亂           | 吉川博明 | 又野弘道 | 梶浦紳一郎 | 小林利充   | 3月2日              |
| File 09 | A WAR TRIGGER     | 戰爭發動者     | 大庭秀昭 | 大庭秀昭 | 南伸一郎   | 小林利充   | 3月9日              |
| File 10 | HELP              | 幫助           |          |          | 梶浦紳一郎 | 佐藤陽子   | 3月16日             |
| File 11 | WORST             | 最壞結果       |          |          | 小川浩司   | 佐藤陽子   | 3月23日             |
| File 12 | MY NAME           | 我的名字       | 吉川博明 |          | 南伸一郎   | 小林利充   | 3月30日             |

### 播映平台
日本深夜動畫：下文記載的日本国内播放時間使用日本標準時間（UTC+9）表示。因為部分時間标识會採用30小时制，因此請留意这类超过24:00的时间，其實際播放時間為翌日清晨。
| 播放日期               | 播放時間（UTC+9）    | 播放電視台 | 播放地區 | 備註             |
| ---------------------- | -------------------- | ---------- | -------- | ---------------- |
| 2022年1月12日－3月30日 | 星期三 24:00 - 24:30 | TOKYO MX   | 東京都   |                  |
| 2022年1月12日－3月30日 | 星期三 24:00 - 24:30 | BS日視     | 日本全國 | 衞星廣播         |
| 2022年1月13日－3月31日 | 星期四 22:30 - 23:00 | AT-X       | 日本全國 | 衞星廣播，有重播 |
| 2022年1月13日－3月31日 | 星期四 24:00 - 24:30 | SUN電視台  | 兵庫縣   |                  |
| 2022年1月13日－3月31日 | 星期四 25:00 - 25:30 | KBS京都    | 京都府   |                  |

## 外部連結
- 月刊Comic Gene官方網站（日語）
- 電視動畫官方網站（日語）
- 相愛相殺的X（前Twitter）（日語）